# Villers-Semeuse
 Villers-Semeuse  là một xã ở tỉnh Ardennes, thuộc vùng Grand Est ở phía bắc nước Pháp.